# フリードリヒ・エーベルト
フリードリヒ・エーベルト（ドイツ語: Friedrich Ebert、1871年2月4日 - 1925年2月28日）は、ドイツの政治家。ドイツ社会民主党（SPD）党首、ドイツ国（ヴァイマル共和政）初代大統領。

## 経歴

### 労働者

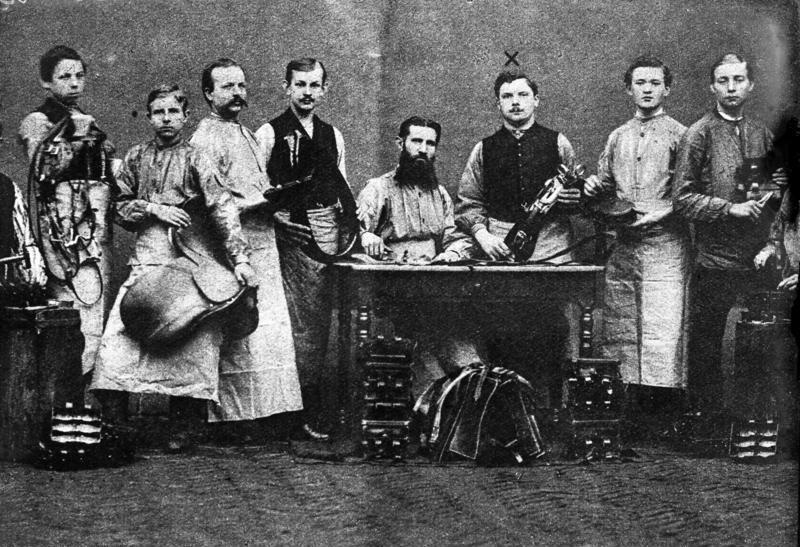
徒弟時代のエーベルト（X印の人物。1885年）

仕立職人の家に9人兄弟の7番目の息子としてハイデルベルクに生まれ、国民学校を卒業後、馬具徒弟工となる。しかし親方と喧嘩したため職人（マイスター）免許の試験に合格せず、一時失業も経験した。修業中に労働組合に投じ、1889年頃にドイツ社会民主党（SPD）に入党して政治に傾倒する。1890年、ハノーファーで馬具職人組合の書記長となる。しかし社会主義者鎮圧法により当局に監視されていた彼は移住を強いられ、ブレーメンに引っ越す。
ブレーメンでは職人及び臨時労働者として過ごした。1893年にSPD系の地元紙「ブレーメン市民新聞」編集員となる。翌年SPDの地区代表となり、政治キャリアの第一歩を踏み出した。この頃ルイーゼ・ルンプと結婚。彼女は生涯エーベルトを支えてゆくことになる。エーベルトは飲食店経営を引き継ぎ、その店はブレーメンの労働組合員の溜まり場となった。1900年に労働組合の書記として収入を得るようになり、1902年にはヘルマン・ミュラーと共にブレーメンの労働者の労働条件や生活の実情を記録した報告を作成した。
SPDは1904年にブレーメンで党大会を開いたが、その議長を務めたエーベルトは全国的な知名度を得た。翌1905年にSPD事務局長となり、14年住んだブレーメンを離れてベルリンに引っ越した。そこでSPDの党学校に学んだが、そこでマルクス主義及び経済学の講師を務めていたローザ・ルクセンブルクに習っている。1912年にエーベルトは帝国議会議員に初当選し、SPDは議会第一党に躍進した。翌1913年にアウグスト・ベーベルが死ぬと、9月20日の党大会で彼はフーゴー・ハーゼと並んで党首（幹部会議長）に就任。エーベルトはSPDの穏健修正主義のリーダーとなる。またエルバーフェルト（現在のヴッパータール）でも政治家を務めた。

### 大戦と革命
1914年8月、第一次世界大戦が勃発。8月4日の戦時予算案の議決に際し、エーベルトは「祖国が危機に瀕しているときに放っておきはしない」と戦争を必要な愛国的防衛の手段だとして受け入れ（城内平和）、戦時適応法を支持して、党議拘束でほぼ全員一致で投票させた。党のスタンスは、エーベルトや戦争を支持していたフィリップ・シャイデマンのような修正主義派のリーダーシップの下で進められていた。しかしこの大戦ではエーベルトの3人の息子のうち2人が戦死、末子のフリードリヒも負傷している。
戦争の勝利の見込みが薄くなると、戦争に反対するハーゼやカール・カウツキーをはじめとする左派は1916年に離党あるいは除名された。彼らは翌年4月にアメリカ合衆国が連合国に参戦すると、ドイツ独立社会民主党（USPD）を結成した。またローザ・ルクセンブルクやカール・リープクネヒトら急進左派はスパルタクス団を結成して分離した。エーベルトはハーゼの議会議員団長の職を引き継ぎ、シャイデマンが共同党首になった。1918年に敗色が濃厚になると、10月にエーベルトやSPDの他のメンバーを含めた、マクシミリアン・フォン・バーデンによる新内閣が組閣された。
キールで水兵の反乱が起きてドイツ革命が勃発し、その波がドイツ各地に広まると、宰相マクシミリアンは11月9日に辞職して独断で皇帝ヴィルヘルム2世の退位を発表し、同様にエーベルトを自分の後任のドイツ国臨時宰相に指名した。同日ベルリンの国会議事堂でフィリップ・シャイデマンが、帝政の終了と共和国発足を宣言した。翌日発足したSPDとUSPDによる臨時政府（人民代表委員会(en)）は、完全にエーベルトの主導権下に入り、エーベルトはハーゼと共に委員長に就任した。さらにエーベルトは軍のトップとなったヴィルヘルム・グレーナーとも交渉して協力を取り付けた。しかし本来エーベルトは君主制の支持者であり、この地位を不承不承に引き受けていた。

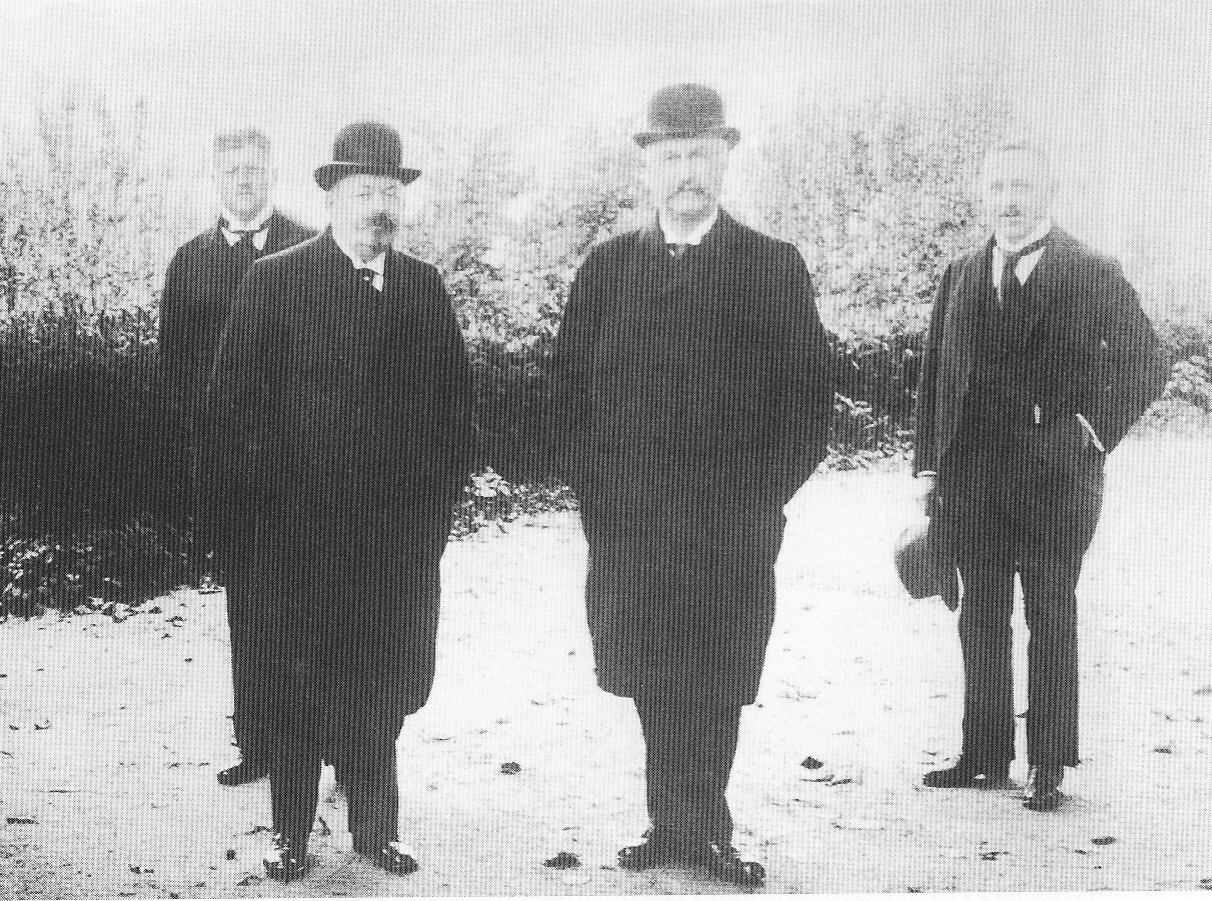
フェーレンバッハ首相（中央右）とエーベルト（中央左）（1920年）

### 初代大統領
なおも革命の高揚はおさまらず、首都ベルリンでも急進的な労働者・兵士レーテ（評議会）による動きがあったが、エーベルトは前線から復員した兵士による義勇軍でこれを抑え込もうとした。同年のクリスマス、エーベルトは宮殿を占拠するレーテの水兵を武力鎮圧することに決めた。この決定に反対したハーゼらUSPDの委員は臨時政府から離脱した。続いて翌1919年1月にスパルタクス団員による暴動が発生すると、エーベルトは軍隊・義勇軍でこれを鎮圧した。一連の暴動による死者はドイツ全国で数千人に上るといわれる。同月制憲会議のための総選挙が行われ、SPDは第一党となった。2月6日からヴァイマルで国民会議が開催されてヴァイマル憲法が制定され、ヴァイマル共和政樹立が定まる。2月11日の大統領選挙で、エーベルトはドイツ国の初代大統領に選ばれた。
1919年6月、一方的なパリ講和会議でヴェルサイユ条約が締結され、連合国はドイツに対し膨大な賠償金支払など屈辱的な条件を押し付けた。これに反発して1920年には右翼によるカップ一揆が発生、労働者はゼネラル・ストライキでこれに対抗して政府を守った。しかし、ストライキが終わった後、エーベルトの政府は再びドイツ西部での残りの暴動を押さえるために義勇軍や兵士を増強した。その後も困難は続き、1923年9月にはドイツの賠償金支払いの遅れに苛立ったフランスがルール占領を強行。その結果ハイパーインフレーションが頂点に達し、危機を乗りきるためにグスタフ・シュトレーゼマンを首班とする大連立内閣が発足するが、のちにSPDは連立政権からの離脱を決定。エーベルトはかつて党首を務めた自らの党を叱責した。

### 死去と評価
新生の共和国を取り巻く困難な情勢の中、ミュンヘンの新聞が、ドイツが大戦に敗れたのは1918年1月のストライキ委員長だったエーベルトらが「背後からの一刺し」を加えたからだ、と書きたてて訴訟騒ぎになった。むしろストライキを早期に済ませるために委員長を引き受けた、とエーベルトは抗弁したが、マクデブルク地裁の判事がエーベルトはその時点では国家反逆罪だったと述べ、エーベルトに追い打ちをかけた。心労を重ねたエーベルトは医者の勧めを受け入れず盲腸炎を悪化させ、1925年2月28日に腹膜炎のため54歳で死去した。故郷ハイデルベルクに埋葬された。
ドイツ史上最初の民選大統領ということで、現在のドイツではあらゆる町で大通りに彼の名前が冠されている。一方でエーベルトは今日まで非常に論争の的になっている人物である。後のヒンデンブルクよりも上回る回数でワイマール憲法第48条に基づく大統領令を濫発し、左派労働者の暴動を右派義勇軍を使って抑制したため、治安維持という点では一応の評価をされている一方、左派からは批判の対象とされている。